# Мограби, Акрам
Акрам Мограби (араб. أكرم المغربي‎, 19 октября 1985 года, Бейрут) — ливанский футболист, нападающий клуба «Аль-Неджмех».

## Карьера
В 2002 году начал выступления за «Аль-Неджмех».
В 2012 году подписал однолетний контракт с индийским «Черчилль Бразерс».
В сезоне 2016/17 стал лучшим бомбардиром ливанской Премьер-лиги.

## Достижения
Аль-Неджмех:
- Чемпион Ливана: 2008/09, 2013/14
- Обладатель Элитного кубка Ливана: 2016/17, 2017/18
- Обладатель Кубка Ливана: 2015/16
- Обладатель Суперкубка Ливана: 2016/17

 Черчилль Бразерс:
- Чемпион Индии: 2012/13

 Триполи:
- Обладатель Элитного кубка Ливана: 2014/15
- Обладатель Кубка Ливана: 2014/15
- Обладатель Суперкубка Ливана: 2014/15